# Arthur J. Michaels
Arthur J. Michaels (Naples, 1948) is een Amerikaans componist, muziekpedagoog, saxofonist en klarinettist.

## Levensloop
Michaels studeerde muziektheorie, compositie, klarinet en saxofoon aan de befaamde Eastman School of Music in Rochester en behaalde aldaar zijn Bachelor of Arts. Vervolgens studeerde hij muziekdidactiek aan het lerarencollege van de Columbia-universiteit in New York en behaalde zijn Master of Music. Hij werd muziekleraar aan openbare scholen in de staat New York en New Jersey. 
Vanaf 1978 publiceerde hij zijn composities, werken voor harmonieorkest, orkest, koor en kamermuziek. Hij is lid van de National Association for Music Education, de Florida Music Educators Association en de American Society of Composers, Authors and Publishers.

## Composities

### Werken voor orkest
- 2009 Harmonic Episode, voor strijkorkest

### Werken voor harmonieorkest
- 1978 Sunshine March
- 1978 Two Pieces for Middle School Band
- 1979 Disco-Operation
- 1980 Backtalk with a Beat
- 1980 Quintapentacle
- 1980 Ten Trillion Trills
- 1981 "Country Cookin'"
- 1985 March Staccato
- 1985 Meter Mischief
- 2000 Rock-Ness Monster
- 2007 Pastoral Serenade
- 2009 Twilight Meditation
- 2010 Seophonic Rhapsody
- 2011 Allegro for Band
- 2011 Celebration Scherzo
- 2011 Escapade in Swing
- 2011 Icarus, the Son of Daedalus
- 2011 Jazzy Capriccio
- 2011 Seascape Sunset
- 2011 Sunrise Celebration Dance
- 2011 The Forest Primeval
- 2012 Antiphonal Overture
- 2012 Chalumeau Chanson
- 2012 Corner of Staccato Street and Legato Lane
- 2012 Legato Lagoon
- 2012 Procession of the Regal Scepter
- 2012 Quintapade
- 2012Tomorrow's Hopes and New Horizons

### Vocale muziek

#### Werken voor koor
- 1978 This is what I want to be!, voor unisono- of tweestemmig koor en piano
- 1979 Hitchhikin' Ain't Allowed on the Parkway, voor vrouwenkoor (SSA)
- 1980 I Think Winter Is Really Great!, voor unisono- of tweestemmig koor en piano
- 1980 Let's be friends, voor unisono- of tweestemmig koor en piano
- 1980 The Bup-Bup-Ba-Dup Song - Now it's time to sing a song of joy!, voor gemengd koor
- 1981 The Friendship Formula, voor tweestemmig vrouwenkoor (SA)
- 1981 Watch Us!, voor gemengd koor
- 2011 Agnus Dei, voor gemengd koor a capella
- 2011 Hymn of Peace, voor tweestemmig vrouwen- (SA) of driestemmig gemengd koor (SAB), piano en dwarsfluit
- 2011 Where Are You Going for Vacation?, voor driestemmig vrouwenkoor (SSA), piano en gitaar
- 2012 We the People of the United States, voor gemengd koor en harmonieorkest

### Kamermuziek
- 1978 Danzonetta, voor saxofoonkwartet
- 2011 Procession, voor saxofoonkwartet